# نادي مينيروس الرياضي
نادي مينيروس الرياضي هو نادي كرة قدم برازيلي أٌسس عام 1977.